# Suely Rolnik
Suely Rolnik (São Paulo, 16 de junho de 1948) é uma filósofa, escritora, psicanalista, curadora, crítica de arte e da cultura e professora universitária. Perseguida pelo regime militar, viveu exilada na França entre 1970 e 1979. Retornou ao Brasil em 1979 e fundou o Núcleo de Estudos da Subjetividade da PUC-SP, onde é professora até hoje.

## Percurso
Suely iniciou sua formação acadêmica como estudante de Ciências Sociais na Universidade de São Paulo (USP). Depois de ser presa pela ditadura, exilou-se na França, onde fez a maior parte de sua formação acadêmica. Graduou-se em Filosofia e Ciências Sociais na Universidade Paris VIII (Vincennes), e fez graduação, mestrado e DESS em Ciências Humanas Clínicas (revalidado no Brasil como Psicologia) na Universidade Paris VII (Diderot). Nesse período, foi paciente e posteriormente trabalhou com Félix Guattari na Clínica Experimental de Cour-Cheverny (La Borde). Frequentou as aulas e os seminários de Gilles Deleuze, Michel Foucault, Pierre Clastres e Roland Barthes. Depois da Lei da Anistia, voltou ao Brasil em 1979 e fundou o Núcleo de Estudos da Subjetividade no Programa de Pós Graduação em Psicologia Clínica da PUC-SP. De 2007 a 2015 foi professora convidada do Programa de Estudos Independentes do Museu de Arte Contemporânea de Barcelona.
A partir dos anos 1990, ela passou a atuar fortemente no campo da arte contemporânea, sendo amplamente reconhecida. Ela é criadora do Arquivo para uma obra-acontecimento, projeto de pesquisa e ativação da memória corporal das proposições artísticas de Lygia Clark e seu contexto, no qual realizou 65 filmes de entrevistas no Brasil, na França, na Inglaterra e nos EUA. O Arquivo foi escolhido como um dos 10 melhores projetos de arte contemporânea de 2011 em âmbito internacional pela revista Artforum. O arquivo foi o nervo central de uma retrospectiva da obra de Lygia Clark da qual Suely Rolnik foi curadora com Corinne Diserens (Musée de Beaux-arts de Nantes, 2005, e Pinacoteca do Estado de São Paulo, 2006). Os filmes foram legendados em francês e português e serão igualmente legendados em espanhol (por um pool de museus ibero-americanos sob coordenação do Museu de Arte Contemporáneo de Barcelona) e, em inglês (pela Tate Modern). Exposições do arquivo com curadoria de Suely Rolnik foram realizadas em Bruxelas, Antuérpia, Madrid, Berlim, Londres, Nova York e Fortaleza. Uma caixa contendo 20 DVDs e um livreto foi realizada na França, em 2011 (Ministère de la Culture/Carta Branca) e no Brasil (Cinemateca Brasileira-MinC e SESC-SP). A caixa foi lançada no Brasil em 2011 com exposições e simpósios no SESC-SP (São Paulo) e no MAMAM (Recife), e na França, em 2012, em Paris, com uma exposição no Laboratoires d'Aubervilliers e uma conferência na Triennale d'art contemporain (Palais de Tokyo) e, em Bruxelas, com uma conferência no Wiels, Centre d'Art Contemporain em colaboração com a École de Recherches Graphiques e École Supérieure des Arts (ERG). Entre as publicações do primeiro ensaio do livreto, destaca-se sua edição como livro pela Documenta 13. Entre as publicações do segundo ensaio, destaca-se sua edição nos Manifesta Magazine # 13 e # 14, publicados pela Manifesta 9.
Ela também é membro fundador da Rede Conceitualismos do Sul, composta de 50 investigadores latino-americanos, e autora, entre outros, de Manifeste Anthropophage / Anthropophagie Zombie , Archivmanie, Cartografia Sentimental: Transformações contemporâneas do desejo  e de Esferas da insurreição: notas para uma vida não cafetinada. Em colaboração com Félix Guattari, é co-autora de Micropolítica: Cartografias do desejo, publicado em diversos países. Foi editora convidada de números especiais das revistas de arte Zehar (no. 51, Espanha, 2003)  e Parachute (no. 116, Canadá, 2004).
É ao todo, autora de mais 80 ensaios publicados em livros, revistas de arte e cultura e catálogos, em vários países, totalizando mais de 250 publicações. Foi tradutora, entre outros, dos Vols. III e IV de Mil Platôs, de Gilles Deleuze e Félix Guattari (Ed.34, 1997).
Em 2014, Suely foi membro do júri do Premio Casa de las Americas, em Cuba e integra o júri do Prince Claus Award for Culture and Development, na Holanda.
Suely foi citada pela Google em 2020 como uma das mulheres brasileiras mais buscadas na sua ferramenta de pesquisa.
Como psicanalista, trabalhou em inúmeras instituições psiquiátricas na França e no Brasil, e mantém um consultório particular em São Paulo há três décadas.

## Obras
- "Schizoanalysis and Anthropophagy", em Eric Alliez (ed.), Gilles Deleuze: Une vie philosophique. Paris: Les empêcheurs de penser en rond – Éditions la découverte, 1998. com Corinne Diserens,  Nous sommes le moule. À vous de donner le souffle. Lygia Clark, de l'œuvre à l'événement. Museu de Belas Artes de Nantes, 2005.
- Cartografia Sentimental: transformações contemporâneas do desejo. Sulinas/Editora da UFRGS, 2016 (2a. ed.).
- com Félix Guattari, Micropolítica: Cartografias do desejo. Petrópolis: Vozes, 2013 (2a. ed.).
- « Anthropophagie zombie » dans Brésil/Europe : repenser le Mouvement Anthropophagique, no Cahier du Collège international de philosophie, n°60, 2008.
- Manifeste anthropophage (de Oswald de Andrade) / Anthropophagie zombie (de Suely Rolnik), Blackjack éditions, Collection « Pile ou Face », 2011.
- « Archivomanie », em Rue Descartes, n°76, 2012.
- Esferas da Insurreição: notas para uma vida não cafetinada. São Paulo: n-1 edições, 2019 (2a. ed.).